# Mempricius
Mempricius was volgens de legende, zoals beschreven door Geoffrey of Monmouth, koning van Brittannië van 1016 v.Chr. - 996 v.Chr. Hij was de zoon van Koning Maddan, en de broer van Malin.
Toen Maddan stierf, raakten de broers Mempricius en Malin in oorlog over de troonopvolging. Nadat hij Malin overhaalde naar een vredesconferentie te komen, vermoordde Mempricius zijn broer, en nam de troon over.
Mempricius regeerde 20 jaar, als tiran, over het eiland. Gedurende zijn heerschappij werden vele vooraanstaande Britten vermoord. Ook anderen, die een claim meenden te hebben op de Britse troon werden vermoord. 
Hij verliet zijn vrouw en zijn zoon Ebraucus. Tijdens de jacht raakte Mempricius gescheiden van zijn gezelschap, en werd door een horde wolven aangevallen en gedood, waarna zijn zoon Ebraucus hem opvolgde.
Deze gebeurtenissen vielen in de tijd samen met de heerschappij van Saul in Judea, en Eurysthenes in Sparta